# Los Santos de Maimona
Los Santos de Maimona és un municipi de la província de Badajoz, a la comunitat autònoma d'Extremadura.